# Camille Benoît
Pour les articles homonymes, voir Benoît.
Camille Benoît est un compositeur, musicographe, critique d'art et conservateur de musée français, né à Roanne le 7 décembre 1851 et mort à Paris le 1er juillet 1923.
Comme membre du Petit Bayreuth, association de concert créée par Antoine Lascoux qui mettait à l'honneur Richard Wagner, il est représenté par Henri Fantin-Latour sur le tableau Autour du piano, avec Adolphe Jullien, Arthur Boisseau, Emmanuel Chabrier, Edmond Maître, Antoine Lascoux, Vincent d'Indy et Amédée Pigeon. Il est debout, troisième en partant de la gauche.

## Biographie
Camille Benoît grandit à Roanne et s'installe en 1871 à Paris, où il devient l'élève de César Franck, côtoyant ainsi Vincent d'Indy et Ernest Chausson.
En 1880, il est rédacteur à la Revue et gazette musicale de Paris et sa scène dramatique La mort de Cléopâtre pour soprano et orchestre est sélectionnée en finale du Grand prix de la ville de Paris . À partir de 1882, il réalise de nombreuses traductions d'écrits de Richard Wagner pour la première fois en français et en publie les bonnes feuilles dans Le Ménestrel.
En 1888, il entre au musée du Louvre comme attaché à la conservation des peintures et des dessins. Néanmoins, sa carrière au Louvre ne l'empêche pas de continuer à s'impliquer dans le milieu musical de son temps, notamment à la Société nationale de musique, et de continuer à composer en parallèle. Son Épithalame est représenté la même année, le Prélude des Noces corinthiennes en 1889.
Il est nommé en 1894 conservateur adjoint au département des peintures du musée du Louvre et effectue plusieurs missions à travers l'Europe pour l'administration des beaux-arts (catalogage d'œuvres et étude d'achats éventuels). Il est également critique d'art pour différentes publications, comme la Gazette des beaux-arts, la Revue de l'art ancien et moderne ou la Revue de Paris.
En 1904, il fait partie du comité d'organisation de l'exposition sur les primitifs français dont il est l'un des grands spécialistes. Il est nommé chevalier dans l'ordre de la Légion d'honneur en 1922.

## Œuvres

### Compositions
- Ouverture de concert de La Coupe et les lèvres, d'après Alfred de Musset, créée en 1877[12], remaniée en 1878[13]
- Fantaisie légendaire, pour orchestre, créée en 1879[14]
- La mort de Cléopâtre, scène dramatique pour soprano et orchestre, livret de Camille Benoît lui-même, créée partiellement en 1888[15]
- Les noces corinthiennes, poème dramatique inspiré d'Anatole France, Épithalame créé en 1877[16], Prélude en 1889
- Eleison, avec chœur et orchestre, créé en 1891[17]
- Trois mélodies sur des poèmes d'Armand Silvestre, pour voix et piano
- Apparition, texte de Leconte de Lisle, mélodie pour voix et piano
- Une crémaillère, fête intime pour le piano
- La Danse, pièce pour piano

### Ouvrages
- Lettres inédites en France de Richard Wagner. Paris, 1882.
- Richard Wagner. Souvenirs traduits de l'allemand pour la première fois par Camille Benoit. Paris : G. Charpentier, 1884.
- Musiciens poètes et philosophes : aperçus et jugements, précédés de lettres inédites en France et traduits de l'allemand pour la première fois. Paris : G. Charpentier, 1887.
- Les Motifs typiques des Maîtres-Chanteurs de Nuremberg, comédie musicale par Richard Wagner : étude pour servir de guide à travers la partition, précédée d'une notice sur l'œuvre poétique. Paris : Schott, 1888.
- La Grande Messe en si mineur de Jean-Sébastien Bach. Paris : Imprimeries de l'art, 1891.
- Œuvres de J. W. Goethe. Traduction nouvelle par Camille Benoit, préface par Anatole France. Paris : Imprimerie A. Lemerre, 1891.

## Distinctions
- Chevalier de la Légion d'honneur 1922
- Ordre de la Couronne de Roumanie[7]

## Hommages
- Un boulevard de Roanne porte son nom.